# Augusta Webster
Augusta Webster (ur. 30 stycznia 1837, zm. 5 września 1894) – angielska poetka, eseistka, tłumaczka i działaczka na rzecz praw kobiet.

## Życiorys
Urodziła się jako Julia Augusta Davies, córka wiceadmirała George'a Daviesa i Julii Hume. Dużą część dzieciństwa spędziła na pokładzie dowodzonego przez jej ojca okrętu Griper. Dziadkiem poetki ze strony matki był Joseph Hume, poeta i tłumacz, który w 1812 wydał przekład (białym wierszem) Piekła Dantego. Autorka w domu uczyła się greki i wykazywała duże zainteresowanie antycznym dramatem. Studiowała na Cambridge School of Art. W 1863 roku wyszła za mąż za Thomasa Webstera, wykładowcę z Cambridge. Pisała oryginalne wiersze, dramaty 
The Auspicious Day (1874), Disguises (1879), In a Day (1882), The Sentence (1887), eseje dla Examinera (zebrane w tomie A Housewife's Opinions), tłumaczyła starogreckie tragedie. Wydała też trzytomową powieść Lesley's Guardians.